# Shavasana

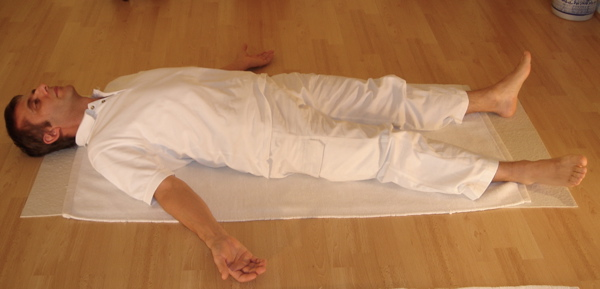
Shavasana

Shavasana o śavāsana (devanagari:शवासन), ovvero posizione del cadavere, è un āsana di Hatha Yoga della categoria delle "posizioni supine". Il nome deriva dal sanscrito शव śava che significa "cadavere" e आसन āsana che significa "posizione". Questa posizione è anche detto mritasana (मृतासन) dal sanscrito मृत mṛta che significa "morto" e āsana che significa "posizione".

## Scopo della posizione
La posizione ha lo scopo di raggiungere un rilassamento, distendere il corpo e ridurre lo stress. Per questo motivo viene spesso usata per iniziare e concludere alcune serie di posizioni yoga.

## Posizione
Posizionarsi supini, con le braccia estese di circa 40 gradi dal busto con i gomiti a terra, le dita rilassate, le gambe distese e divaricate circa 20 gradi tra loro. Gli occhi dovranno rimanere chiusi. La respirazione dovrà essere calma e profonda.